# Lgota Gawronna
Lgota Gawronna est une localité polonaise de la gmina de Lelów, située dans le powiat de Częstochowa en voïvodie de Silésie.